# Tremendismo
El tremendismo es una técnica literaria narrativa que se desarrolló, fundamentalmente, en la novela española de los años 1940. Se caracteriza por una especial crudeza en la presentación de la trama (recurrencia a situaciones violentas), el tratamiento de los personajes (habitualmente, seres marginados, con defectos físicos o psíquicos, prostitutas, criminales, etc.) y en el lenguaje, desgarrado y duro. La relación entre esta tendencia y el contexto social de la inmediata posguerra es clara, pues parece responder a las complicadas experiencias vividas por los autores durante la guerra, contienda que habría condicionado su manera de ver y presentar la realidad en el mundo artístico.
Max Aub en su Manual de la Historia de la Literatura Española, reúne a un grupo de escritores "apegados al canon del realismo (—y aun del naturalismo—" dicho en palabras de Eugenio de Nora), y como herederos del folletín. En esa lista están: Francisco de Cossío, Tomás Borrás, Bartolomé Soler, Huberto Pérez de Ossa, Ramón Ledesma Miranda y Darío Fernández Flórez. Se ha considerado como referente La familia de Pascual Duarte (1942), de Camilo José Cela. Otras novelas representativas son La fiel infantería (1944) de Rafael García Serrano, Los hijos de Máximo Judas (1949) de Luis Landínez, Lola, espejo oscuro (1951) de Darío Fernández Flórez.
La crítica ha puesto en evidencia la relación de continuidad de esta estética con una larga tradición que enlaza con la poesía satírica del siglo XV, La Celestina, la picaresca, Francisco de Quevedo, Pío Baroja, etc.
También en poesía se utilizó la etiqueta para calificar a la nueva tendencia rehumanizadora de la revista Espadaña, frente al clasicismo garcilasista imperante en la posguerra.
El término fue acuñado, entre otros críticos, por Antonio de Zubiaurre y Rafael Vázquez-Zamora, quizá con intención peyorativa. El propio Camilo José Cela, supuesto objetivo de la crítica descarnada, dice del tremendismo en el prólogo de Mrs. Caldwell habla con su hijo: «entre otras cosas, es una estupidez de tomo y lomo, una estupidez sólo comparable a la estupidez del nombre que se le da». Ya antes, el autor de Pascual Duarte habría escrito en un artículo publicado en 1952, núm. 46 de Correo Literario: «Tremendismo es un voquible entre puritano, insulso y laborista que, como era de esperar, hizo fortuna. Se disputan su invención, a juicio de los historiadores, el poeta Zubiaurre y el crítico Vázquez Zamora». Otras etiquetas que pueden englobar el mismo concepto son realismo naturalista o miserabilismo.
El novelista Manuel Halcón, en su introducción a Monólogo de una mujer fría, plantea y exprica el fenómeno literario y social en este párrafo:

Mis compañeros de oficio se han ido de una manera resuelta al campo del miserabilismo. Asesinos, violadores, esclavos del destino, feos, contrahechos, tontos, alienados... llenan las páginas de los mejores libros. Son tan importantes algunos de los autores que pululan en la sórdida parcela que sería ingenuo atribuirlo a trucos literarios que no necesitan explotar; si acaso, más bien, se explica por cierta morbosa avidez de la clase pudiente que compra los libros y que gusta de ver discurrir —cuanto más realismo mejor— la tropa, los grupos o los individuos que sufren todo aquello de lo que ellos viven libres o lograron dejar atrás como una pesadilla, sin descartar al lector altruista en busca siempre de información y campo de práctica.
Manuel Halcón, 1970

El tremendismo ha influido en la obra de Juan Manuel de Prada.